# Sainte-Opportune-du-Bosc
Sainte-Opportune-du-Bosc là một xã của tỉnh Eure, thuộc vùng Normandie, miền bắc nước Pháp.

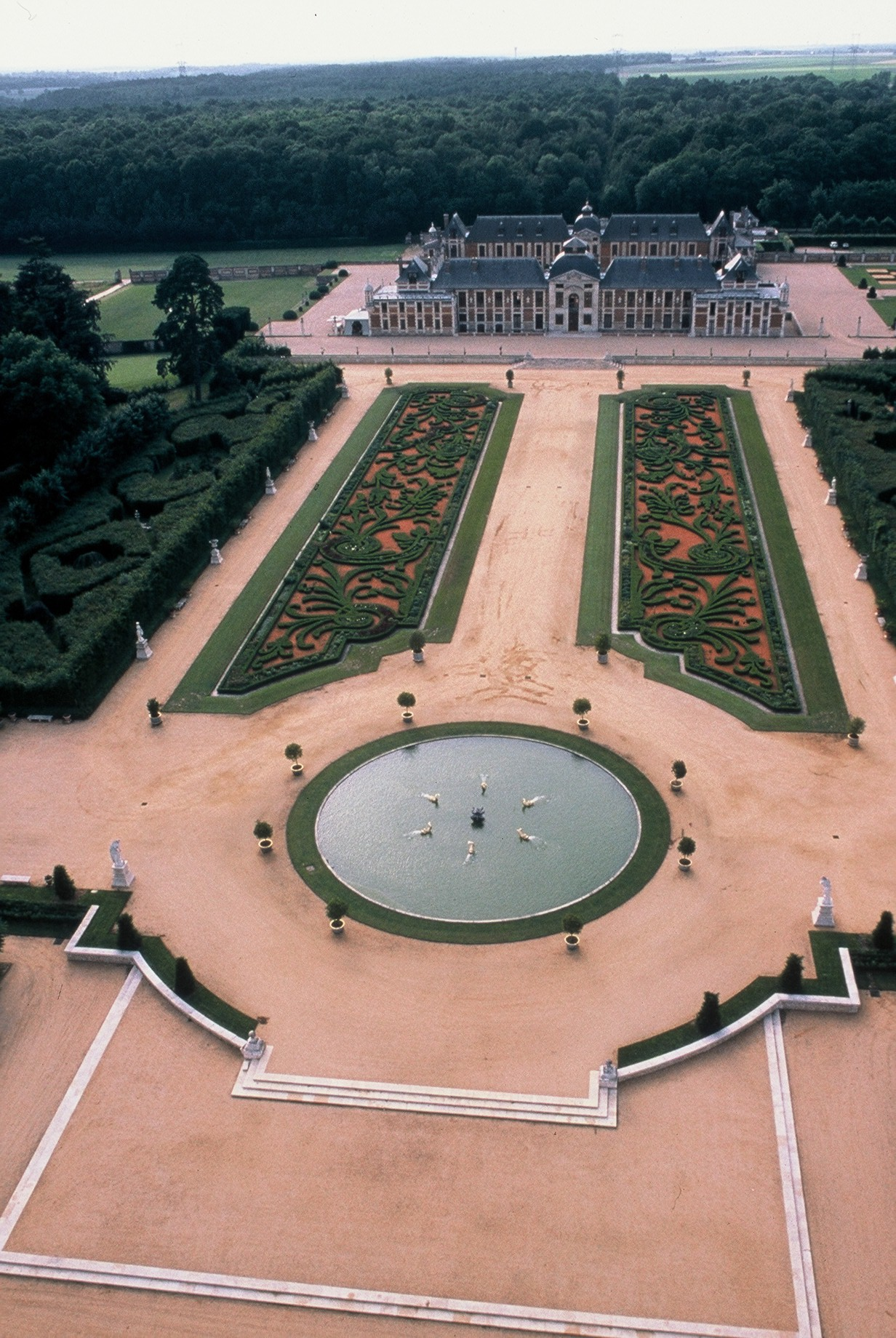
Château du Champ-de-Bataille
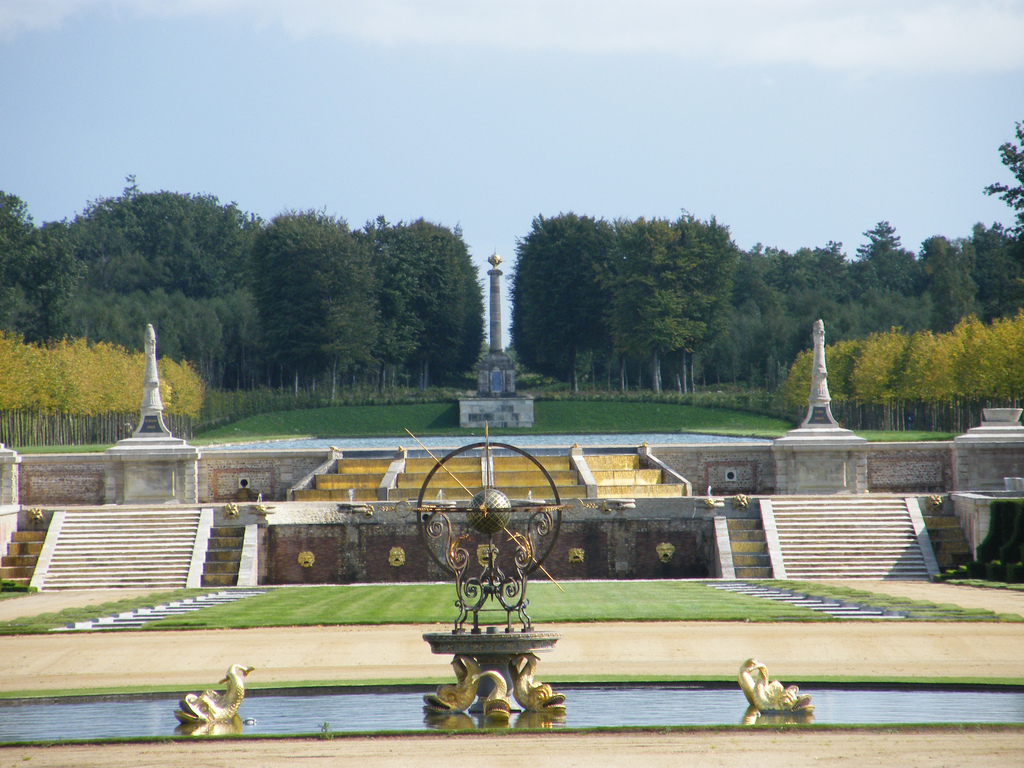
detail of the garden of the castle
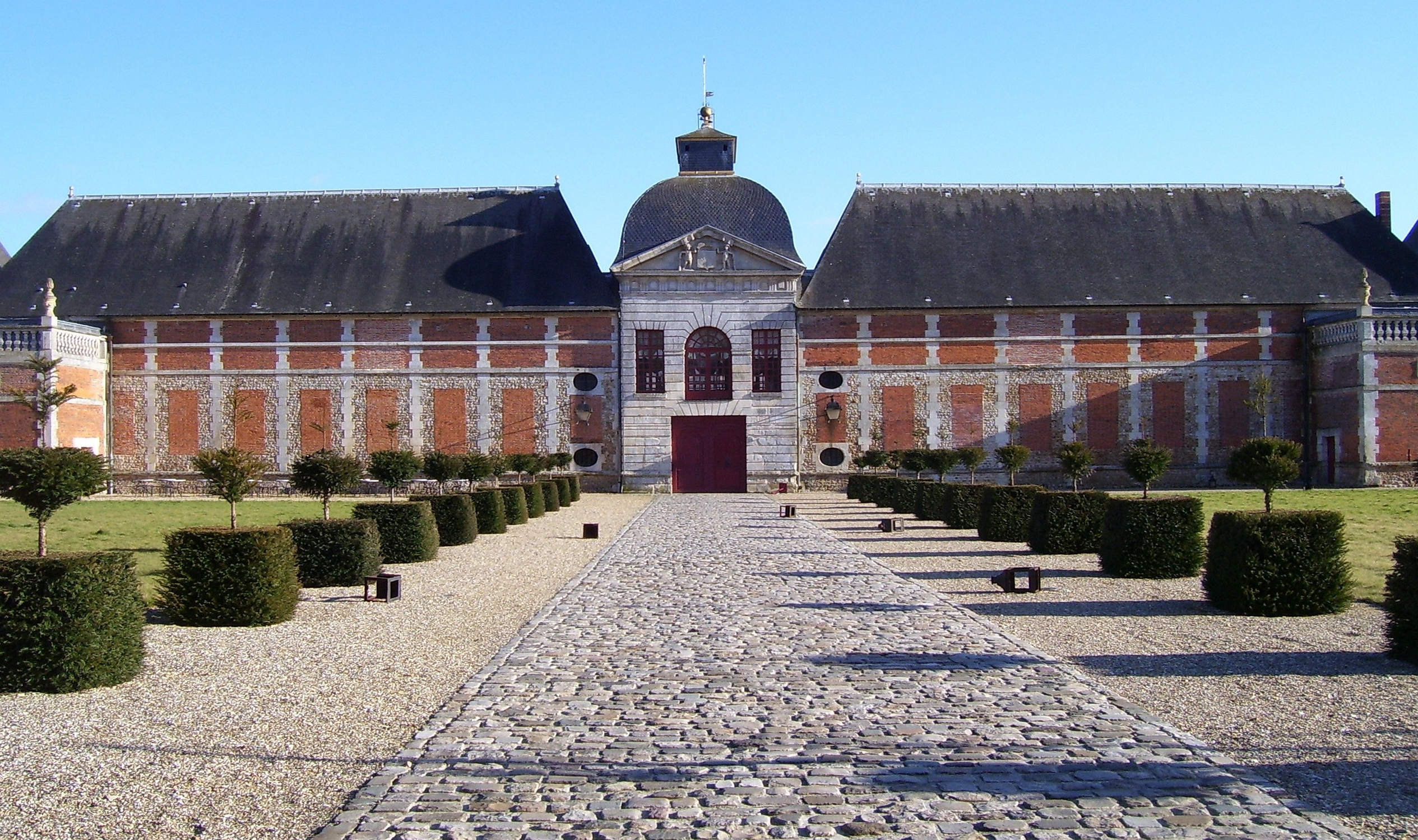
entrance of the castle